# Robert LaMarchina
Robert La Marchina (Nova York, 3 de setembre, 1928 - Kaneohe, Hawaii, 30 de setembre, 2003), va ser un violoncel·lista i director d'orquestra nord-americà.

## Biografia
Fill d'un argentí i un brasiler que es van conèixer en un vaixell que els portava a emigrar als Estats Units. Va començar a estudiar música sota la direcció del seu pare, Antonio, que tocava el violoncel a l'Orquestra Simfònica de Sant Lluís. Va debutar com a solista als vuit anys a St. Louis. Va estudiar a l'Institut Curtis amb Felix Salmond, després amb Emanuel Feuermann i Gregor Piatigorsky; Ned Rorem va recordar la seva interpretació d'aquest període com a adult excepcional. També va estudiar durant una temporada a París amb Maurice Marechal (les classes es van interrompre per la Segona Guerra Mundial).
El 1944-1946. Va tocar a l'Orquestra Simfònica de la NBC (era el més jove dels músics de l'orquestra), després el 1946-1956. primer violoncel a l'Orquestra Filharmònica de Los Angeles, amb un descans el 1949-1951. pel servei militar, que va tenir lloc al cos d'ocupació nord-americà al Japó (aquí La Marchina tocava la trompa en una orquestra militar, però va trobar l'oportunitat de debutar com a director amb una companyia d'òpera local). El 1960-1961 concertista de violoncels de l'Orquestra Simfònica de Chicago (el solo de La Marchina al Segon Concert per a piano de Johannes Brahms apareix en dos enregistraments famosos: amb Van Cliburn, dirigit per Fritz Reiner, i amb Sviatoslav Richter, dirigit per Erich Leinsdorf).
Més tard es va dedicar més a la direcció. Va dirigir el Los Angeles Opera Theatre. El 1963, va participar en la classe magistral d'Alfred Wallenstein al "Peabody Conservatory", que va donar lloc a tres concerts aclamats per la crítica amb l'Orquestra Filharmònica de Nova York. El mateix any, al Festival dei Due Mondi de Spoleto, va dirigir La Traviata de Verdi, posada en escena per Luchino Visconti. El 1964-1966. va dirigir la companyia itinerant del Metropolitan Opera. El 1968-1979 Director en cap de l'Orquestra Simfònica d'Honolulú. De tant en tant també actuava com a instrumentista -en particular, hi ha un cas conegut quan La Marchina, que anava a dirigir el Doble Concert de Brahms, va substituir a un solista malalt en l'últim moment (entrega la batuta al seu ajudant Andrew Schenck). També va treballar constantment amb el Hawaiian Opera Theatre, continuant aquest treball fins i tot després de la seva renúncia a l'orquestra (en particular, es va fer un documental sobre la producció de 1993 de Madame Butterfly per la Televisió hawaiana).
Una de les filles de La Marchina, l'Adriana, va ser violoncel·lista, una altra, Vita Corimbi, cantant.